# Міст Сіхоумень
30°03′47″ пн. ш. 121°54′59″ сх. д. / 30.063056° пн. ш. 121.9165° сх. д.
Міст Сіхоумень (кит.: 西堠門大橋) — висячий міст на архіпелазі Чжоушань, КНР. Основний відсік завершений у грудні 2007.
Міст відкритий в тестовому режимі 25 грудня 2009.
Є другим найдовшим мостом у світі по довжині центрального прогону. Дата запуску відкладена через зіткнення корабля з опорою мосту 16 листопада 2009.
Довжина з'єднань моста — 5,3 км, довжина основного моста — 2,6 км, довжина основного прогону — 1,650 м. Нині існує тільки один міст з більшим прольотом — Акасі-Кайку в Японії. Однак, відразу кілька проектованих або споруджуваних мостів будуть більшими.
Міст побудований провінцією Чжецзян і обійшовся платникам податків в 2,48 млрд юанів. Будівництво було розпочато в 2005, а перший автомобіль перетнув міст 25 грудня 2009 о 23.58 за місцевим часом.
Міст сполучає острів Цзіньтао   en: Jintang Island (англ.)  і острови Цецзи.